# Federação Humanista Europeia

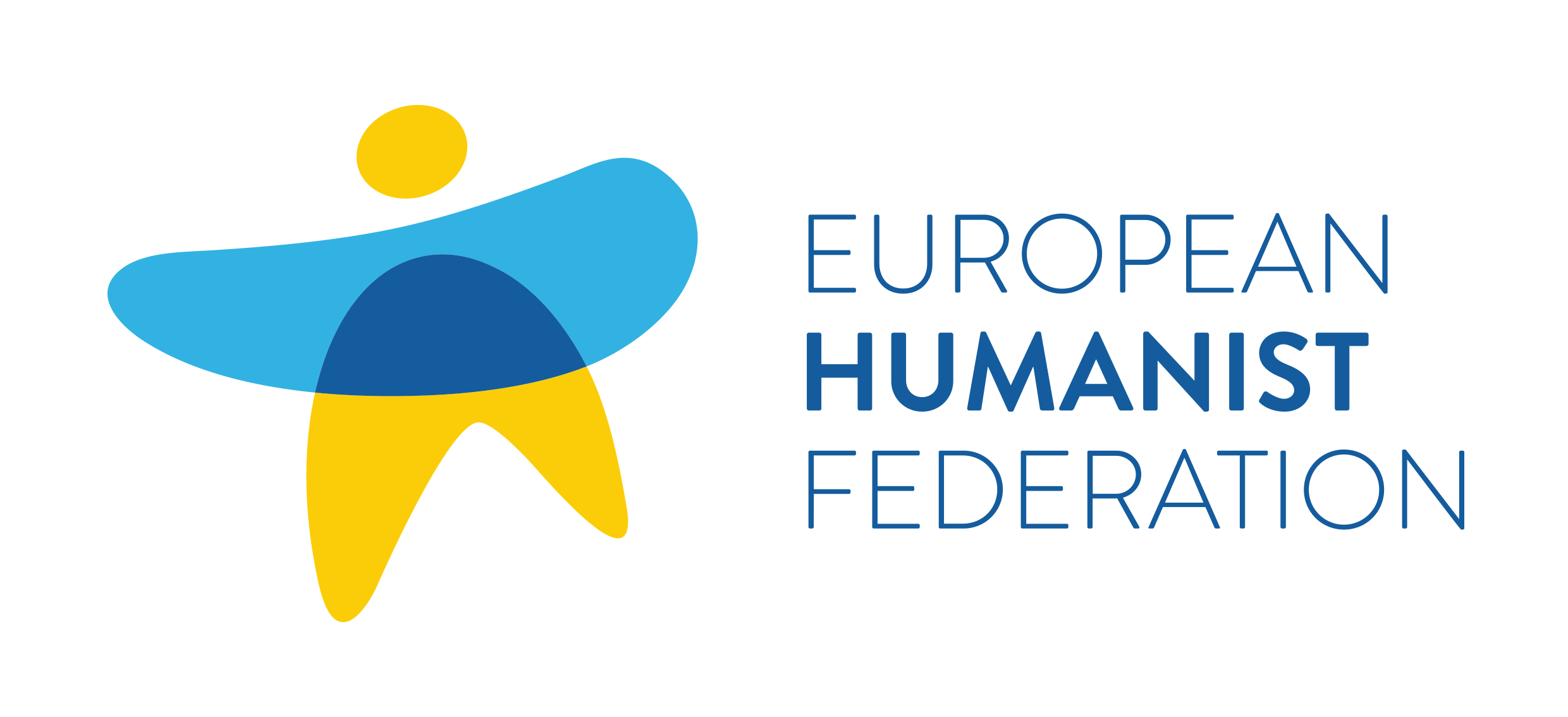
Logo de EHF.

A Federação Humanista Europeia (European Humanist Federation) (EHF) é uma organização internacional que federa inúmeras associações humanistas europeias. Ela também possui membros individuais. Os membros do conselho de administração são eleitos para mandatos de três anos pela assembleia geral das organizações membros. A EHF está intimamente ligada com a União Internacional Ética e Humanista (IHEU).

## Objetivos
Ela foi fundada em 1991 com sede em Bruxelas, a EHF:
- promove os princípios do humanismo e de uma sociedade secular, apoiando os direitos humanos, a luta contra a discriminação contra os não-crentes e a luta pela igualdade de tratamento.
- trabalha com a União Europeia (onde é oficialmente reconhecida como uma parceira para o diálogo) e coopera com membros da mesma opinião do Parlamento Europeu.
- trabalha com a Assembleia Parlamentar do Conselho da Europa .
- está ativa na ala dos direitos humanos da OSCE ( Organização para a Segurança e Cooperação na Europa ), contribuindo para suas conferências e tornando o processo contra o privilégio religioso e em favor da democracia e do Estado de Direito.
- reúne e compartilha informações, desenvolve políticas, mantém um site ( http://www.humanistfederation.eu ), publica folhetos e realiza reuniões e conferências.
- colabora com suas organizações membros e ajuda-os com informações e suas campanhas.
- colabora com outros grupos - incluindo organizações religiosas - com quem compartilha objetivos e interesses.

## Presidentes
- 2006-2012: David Pollock[3][4]
- 2012-2017: Pierre Galand[5]
- 2017- presente: Giulio Ercolessi [6]